# Allo (Navarra)
Allo es una villa y municipio español de la Comunidad Foral de Navarra, situado en la merindad de Estella, en la comarca de Estella Oriental y a 50,7 km de la capital de la comunidad, Pamplona. Su población en 2024 fue de 993 habitantes (INE), su término municipal tiene una superficie de 37,03 km² y su densidad de población es de 26.82 
 hab/km².

## Geografía
La localidad de Allo está situada en la parte occidental de la Comunidad Foral de Navarra, dentro de la comarca de Tierra Estella a una altitud de 432 m s. n. m.. Su término municipal tiene una superficie de 37 km² y limita al sur con Lerín y con Sesma, al norte y oeste con Dicastillo, y al este con Oteiza.
Barrios: Pozarrón, Calvario, El Raso, La Paz, Garchena.

## Historia
Allo fue, al menos desde el siglo XI, lugar de señorío nobiliario. Hacia 1064, Sancho IV el de Peñalén hizo entrega del monasterio de San Miguel a la abadía de Irache, y más adelante la abadía recibió también varios collazos y un molino en la villa. A principios del siglo XII, Allo formó parte, junto con Aranaz, de la tenencia regida por Sancho Fortuñones.
En 1448 el príncipe Carlos de Viana inscribió la villa en el concejo de Lerín, al que perteneció hasta la reforma liberal del siglo XIX. Durante la segunda mitad del siglo XIX y principios del siglo XX, Allo vio progresar su economía, y hacia 1920 contaba con una gran fábrica de harinas, una destiladora de alcoholes y anisados y un hospital.

## Demografía
Allo cuenta con una población de 993 habitantes (INE 2024).
| Gráfica de evolución demográfica de Allo entre 1842 y 2021                                                          |
| |
| Población de derecho según los censos de población del INE Población de hecho según los censos de población del INE |

## Cultura

### Patrimonio

#### Monumentos religiosos
La parroquia de Santa María preside la villa de Allo desde el siglo XIX, fecha en que fue construida con estilo neoclásico. La iglesia presenta nave de grandes dimensiones dividida en cinco tramos y cubierta por bóvedas de medio cañón, crucero con brazos poco resaltados bajo una gran cúpula tambor, muros exteriores de sillería en los que se abren ventanas termas a gran altura y un pórtico neoclásico de 1828 situado delante del tramo de los pies.
El retablo mayor, fue realizado por el escultor Bernabé Imberto a finales del siglo XVI y alberga un sagrario poligonal de dos pisos decorado con relieves e imágenes romanistas. En los lados de la nave, dos retablos platerescos: el de Santa Catalina, obra destacada del renacimiento navarro, y el de San Jorge, con dos bellas santas titulares (Nunilo y Alodia) de incipiente romanismo. El templo alberga también un interesante conjunto de sillería, formado por diecinueve sillas corales.
En el siglo XVII se levantó la Basílica del Santo Cristo de las Aguas, de estilo barroco con exteriores de mampostería y ladrillo. La basílica, con planta de cruz latina y dos grandes capillas rectangulares a los lados, está cubierta por bóveda de medio cañón salvo en el tramo central del crucero, donde recibe una cúpula de media naranja.
En su interior, el retablo barroco del presbiterio alberga la imagen del santo titular, una talla románica de tamaño natural, y una talla de la Magdalena de la primera mitad del siglo XVI. En la basílica encontramos también retablos barrocos y lienzos de estilos diversos, así como tallas romanistas de San Pedro Apóstol y San Cristóbal, procedentes de sus ermitas, hoy desaparecidas.

#### Monumentos civiles
La Casa del Mayorazgo, construida en 1592, forma un gran bloque de sillería con planta en U y dos torreones angulares cúbicos, entre los que discurre una doble galería con arcos sobre pilares y columnas. Tiene dos fachadas, una a la calle presidida por un portalón de medio punto, y otra que da al jardín, con dos cuerpos abiertos de arquerías. En su interior, un crucero romanista de finales del siglo XVI, procedente del humilladero del pueblo.
El edificio del ayuntamiento, situado en la plaza de los Fueros, fue construido en el último cuarto del siglo XVI en piedra de sillería y mampostería. De estilo renacentista, está formado por dos cuerpos superiores y un ático, situados sobre un pórtico de cinco arcos rebajados. El conjunto está presidido por un escudo de piedra con las armas de la villa, del último cuarto del siglo XVI. Tras Lumbier y Sangüesa, la de Allo es la tercera casa consistorial activa más antigua de Navarra, siendo la única de las tres que conserva íntegra toda su fachada.

### Deporte
Club Atlético Huracán
Kat-Team Allo Kat.Team Allo

### Fiestas
El tercer miércoles de agosto comienzan las fiestas patronales de Allo, que se celebran en honor del Santo Cristo de las Aguas. Con el comienzo de las fiestas se puede apreciar entre la programación, las fechas reservadas para la juventud, la mujer, los niños, los jubilados y los calvos. Los días de fiestas se dan cita de nuevo en una comida, en esta ocasión en la calle del encierro. En este tipo de festejos hay muchos eventos, por ejemplo el encierro, la plaza de toros, las comidas populares, las jotas navarras, etc.
Además de las fiestas patronales, a lo largo del año ocurren numerosas celebraciones, carnavales, Semana Santa (se cierra con la quema del Judas), Navidades, San Isidro (15 de mayo), Las Magdalenas (Fiestas de la juventud - Gazte Jaiak) (21 de julio), entre otras.

## Administración y política
| Mandato   | Nombre del alcalde    | Partido político |
| --------- | --------------------- | ---------------- |
| 2005-2007 | Sergio Aisa Ochoa     | independiente    |
| 2007-2019 | Fernando Sainz Aldaba | independiente    |
| 2019-2023 | Susana Castaneda      | PSN-PSOE         |
| 2023-     | Susana Castaneda      | PSN-PSOE         |

| Partido político                         | 2015  | 2015       | 2011  | 2011       | 2007  | 2007       | 2003  | 2003       | 1999  | 1999       | 1995  | 1995       | 1991  | 1991       |
| Partido político                         | %     | Concejales | %     | Concejales | %     | Concejales | %     | Concejales | %     | Concejales | %     | Concejales | %     | Concejales |
| Unidos Por Allo (UPA)                    | 44,11 | 4          | 21,60 | 2          | —     | —          | —     | —          | —     | —          | —     | —          | —     | —          |
| Allo Siempre Allo (ASA)                  | 33,28 | 3          | 38,91 | 4          | 26,87 | 3          | —     | —          | —     | —          | —     | —          | —     | —          |
| Partido Socialista de Navarra (PSN-PSOE) | 20,57 | 2          | 14,45 | 1          | 26,08 | 2          | 39,20 | 4          | 52,67 | 5          | 66,12 | 6          | 39,11 | 4          |
| Allo, Unión, Trabajo y Bienestar (AUTB)  | —     | —          | 18,17 | 2          | —     | —          | —     | —          | —     | —          | —     | —          | —     | —          |
| Unión del Pueblo Navarro (UPN)           | —     | —          | 6,29  | 0          | 36,70 | 4          | 29,78 | 3          | 26,83 | 2          | —     | —          | —     | —          |
| Independientes Rio Mayor (IRM)           | —     | —          | —     | —          | 8,78  | 0          | 22,30 | 2          | —     | —          | —     | —          | —     | —          |
| Izquierda-Ezkerra (I-E)                  | —     | —          | —     | —          | —     | —          | 6,65  | 0          | 18,68 | 2          | 29,64 | 3          | —     | —          |
| Allo Independiente (AI)                  | —     | —          | —     | —          | —     | —          | —     | —          | —     | —          | —     | —          | 57,21 | 5          |

Unión del Pueblo Navarro gana las elecciones, con 280 votos y 4 concejales. La lista independiente "Allo siempre Allo" (ASA) obtiene 3, quedando en el segundo lugar, mientras que el Partido Socialista de Navarra logra 2 ediles, con 199 votos. El alcalde es Fernando Sainz, de ASA, con el apoyo socialista.